# Wahlkreis Eichsfeld II
Der Wahlkreis Eichsfeld II  (Wahlkreis 2) ist ein Landtagswahlkreis in Thüringen. 
Der Wahlkreis umfasst die Städte und Gemeinden Am Ohmberg,  Breitenworbis, Buhla, Büttstedt, Dingelstädt, Effelder, Gernrode, Großbartloff, Haynrode, Kirchworbis, Küllstedt, Leinefelde-Worbis, Niederorschel, Sonnenstein und Wachstedt aus dem Landkreis Eichsfeld. Dieser Zuschnitt wurde seit 1994 kaum verändert. Einen ähnlichen Zuschnitt hatte der Wahlkreis Worbis I bei der Landtagswahl in Thüringen 1990.
Der Wahlkreis gilt mit seinem hohen katholischen Bevölkerungsanteil als CDU-Hochburg.

## Landtagswahl 2024
| Landtagswahl in Thüringen 2024 – WK Eichsfeld IIZweitstimmen %403020100 35,5 %28,8 %12,6 %11,7 %4,5 %1,6 %1,2 %1,2 %2,9 % CDUAfDBSWLinkeSPDGrüneFDPFWSonst.Gewinne und Verlusteim Vergleich zu 2019 %p 14 12 10 8 6 4 2 0 −2 −4 −6 −8−10−12−0,3 %p+8,7 %p+12,6 %p−11,2 %p−2,1 %p−2,4 %p−4,0 %p+1,2 %p−2,5 %pCDUAfDBSWLinkeSPDGrüneFDPFWSonst. |

| Gegenstand der Nachweisung | Gegenstand der Nachweisung | Erst- stimmen | Erst- stimmen | Zweit- stimmen | Zweit- stimmen |
| Bewerber                   | Partei                     | Anzahl        | %             | Anzahl         | %              |
| -------------------------- | -------------------------- | ------------- | ------------- | -------------- | -------------- |
| Wahlberechtigte            | Wahlberechtigte            | 44.884        | 44.884        | 44.884         | 44.884         |
| Wähler                     | Wähler                     | 33.793        | 33.793        | 33.793         | 75,3           |
| Ungültige Stimmen          | Ungültige Stimmen          | 505           | 1,5           | 275            | 0,8            |
| Gültige Stimmen            | Gültige Stimmen            | 33.288        | 98,5          | 33.518         | 99,2           |
| davon                      |                            |               |               |                |                |
| Florian Landes             | DIE LINKE                  | 3.089         | 9,3           | 3.912          | 11,7           |
| Christopher Drößler        | AfD                        | 10.849        | 32,6          | 9.664          | 28,8           |
| Christina Tasch            | CDU                        | 15.671        | 47,1          | 11.904         | 35,5           |
| Dorothea Marx              | SPD                        | 1.799         | 5,4           | 1.498          | 4,5            |
|                            | GRÜNE                      |               |               | 527            | 1,6            |
| Yannek Bang                | FDP                        | 709           | 2,1           | 401            | 1,2            |
|                            | TIERSCHUTZ hier!           |               |               | 223            | 0,7            |
| Karl Edmund Vogt           | ÖDP / Familie ..           | 1.171         | 3,5           | 225            | 0,7            |
|                            | PIRATEN                    |               |               | 66             | 0,2            |
|                            | MLPD                       | 21            | 0,1           |                |                |
|                            | BÜNDNIS DEUTSCHLAND        | 167           | 0,5           |                |                |
|                            | BSW                        | 4.221         | 12,6          |                |                |
|                            | FAMILIE                    | 136           | 0,4           |                |                |
|                            | FREIE WÄHLER               | 400           | 1,2           |                |                |
|                            | WU                         | 153           | 0,5           |                |                |

## Landtagswahl 2019
Die Landtagswahl 2019 fand am 27. Oktober 2019 statt und hatte folgendes Ergebnis für den Wahlkreis Eichsfeld II:
| Direktkandidat   | Partei                         | Wahlkreisstimmen in % | Landesstimmen in % |
| ---------------- | ------------------------------ | --------------------- | ------------------ |
| Christina Tasch  | CDU                            | 41,5                  | 35,8               |
| Sigrid Hupach    | DIE LINKE                      | 18,1                  | 22,9               |
| Sandy Kirchner   | SPD                            | 07,4                  | 06,6               |
| Jürgen Schwerdt  | AfD                            | 20,2                  | 20,1               |
| Simeon Schroeter | GRÜNE                          | 04,0                  | 04,0               |
| –                | NPD                            | –                     | 00,7               |
| Martin Miethlau  | FDP                            | 05,2                  | 05,2               |
| –                | PIRATEN                        | –                     | 00,2               |
| –                | Die PARTEI                     | –                     | 00,7               |
| –                | KPD                            | –                     | 00,0               |
| –                | TIERSCHUTZ hier!               | –                     | 00,7               |
| –                | BGE                            | –                     | 00,2               |
| –                | DIE DIREKTE!                   | –                     | 00,2               |
| –                | Blaue #Team Petry Thüringen    | –                     | 00,1               |
| –                | Graue Panther                  | –                     | 00,5               |
| –                | MLPD                           | –                     | 00,1               |
| Karl Edmund Vogt | ÖDP                            | 03,4                  | 01,5               |
| –                | Gesundheitsforschung           | –                     | 00,4               |
| Tristan Großkopf | Internationalistisches Bündnis | 00,2                  | –                  |

Es waren 40.788 Personen wahlberechtigt. Die Wahlbeteiligung lag bei 65,4 %.  Als Direktkandidatin wurde Christina Tasch (CDU) gewählt. Sie erreichte 41,5 % aller gültigen Stimmen.

## Landtagswahl 2014
Die Landtagswahl 2014 fand am 14. September 2014 statt und hatte folgendes Ergebnis für den Wahlkreis Eichsfeld II:
| Direktkandidat   | Partei                | Erststimmen in % | Zweitstimmen in % |
| ---------------- | --------------------- | ---------------- | ----------------- |
| Christina Tasch  | CDU                   | 55,5             | 52,2              |
| Petra Oberreich  | DIE LINKE             | 16,4             | 16,7              |
| Ronny Fritzlar   | SPD                   | 10,6             | 09,2              |
| Ronald Krügel    | F.D.P.                | 02,5             | 02,2              |
| Thomas Keppler   | Bündnis 90/Die Grünen | 03,8             | 03,8              |
|                  | AfD                   | -                | 08,5              |
|                  | REP                   | -                | 00,1              |
| Marco Tasch      | Fr. Wähler            | 06,8             | 03,0              |
|                  | KPD                   | -                | 00,1              |
| Matthias Fiedler | NPD                   | 04,4             | 03,6              |
|                  | DIE PARTEI            | -                | 00,3              |
|                  | Piraten               | -                | 00,5              |

Es waren 43.870 Personen wahlberechtigt. Die Wahlbeteiligung lag bei 54,0 %.  Als Direktkandidatin wurde Christina Tasch (CDU) gewählt. Sie erreichte 55,5 % aller gültigen Stimmen.

## Landtagswahl 2009
Die Landtagswahl 2009 fand am 30. August 2009 statt und hatte folgendes Ergebnis für den Wahlkreis Eichsfeld II:
| Direktkandidat  | Partei                | Erststimmen in % | Zweitstimmen in % |
| --------------- | --------------------- | ---------------- | ----------------- |
| Christina Tasch | CDU                   | 45,1             | 46,2              |
|                 | DIE LINKE             | 13,2             | 15,1              |
|                 | SPD                   | 15,9             | 15,5              |
|                 | Bündnis 90/Die Grünen | 04,3             | 03,8              |
|                 | REP                   | -                | 00,3              |
|                 | F.D.P.                | 07,2             | 08,0              |
|                 | Fr. Wähler            | 06,7             | 05,1              |
|                 | NPD                   | 03,9             | 03,6              |
|                 | ödp                   | 03,9             | 02,5              |

Es waren 46.176 Personen wahlberechtigt. Die Wahlbeteiligung lag bei 60,0 %.  Als Direktkandidatin wurde Christina Tasch (CDU) gewählt. Sie erreichte 45,1 % aller gültigen Stimmen.

## Landtagswahl 2004
Die Landtagswahl 2004 fand am 13. September 2004 statt und hatte folgendes Ergebnis für den Wahlkreis Eichsfeld II:
| Direktkandidat  | Partei         | Erststimmen in % | Zweitstimmen in % |
| --------------- | -------------- | ---------------- | ----------------- |
| Christina Tasch | CDU            | 56,7             | 63,6              |
|                 | PDS            | 15,1             | 13,2              |
|                 | SPD            | 13,1             | 10,5              |
|                 | GRÜNE          | 02,9             | 02,6              |
|                 | BSU            | -                | 00,1              |
|                 | Graue          | -                | 00,5              |
|                 | REP            | -                | 01,0              |
|                 | F.D.P.         | 04,3             | 03,2              |
|                 | Fr. Wähler     | -                | 00,9              |
|                 | KPD            | -                | 00,1              |
|                 | NPD            | -                | 01,9              |
|                 | ödp            | 04,1             | 01,7              |
|                 | ODAD           | -                | 00,2              |
|                 | VIBT           | -                | 00,5              |
|                 | Einzelbewerber | 03,8             |                   |

Es waren 47.728 Personen wahlberechtigt. Die Wahlbeteiligung lag bei 58,2 %.  Als Direktkandidatin wurde Christina Tasch (CDU) gewählt. Sie erreichte 56,7 % aller gültigen Stimmen.

## Landtagswahl 1999
Die Landtagswahl 1999 fand am 12. September 1999 statt und hatte folgendes Ergebnis für den Wahlkreis Eichsfeld II:
| Direktkandidat | Partei     | Erststimmen in % | Zweitstimmen in % |
| -------------- | ---------- | ---------------- | ----------------- |
| Willibald Böck | CDU        | 62,3             | 66,8              |
|                | SPD        | 18,8             | 14,6              |
|                | PDS        | 12,6             | 11,7              |
|                | GRÜNE      | 02,2             | 01,4              |
|                | DSU        | -                | 00,1              |
|                | DVU        | -                | 02,7              |
|                | REP        | 01,8             | 00,5              |
|                | Die Frauen | -                | 00,4              |
|                | F.D.P.     | 02,2             | 01,2              |
|                | NPD        | -                | 00,1              |
|                | Forum      | -                | 00,2              |
|                | PBC        | -                | 00,1              |
|                | VIBT       | -                | 00,2              |

 ⋅ 
Es waren 47.953 Personen wahlberechtigt. Die Wahlbeteiligung lag bei 62,2 %.  Als Direktkandidat wurde Willibald Böck (CDU) gewählt. Er erreichte 62,3 % aller gültigen Stimmen.

## Landtagswahl 1994
Die Landtagswahl 1994 fand am 16. Oktober 1994 statt und hatte folgendes Ergebnis für den Wahlkreis Eichsfeld II:
| Direktkandidat | Partei | Erststimmen in % | Zweitstimmen in % |
| -------------- | ------ | ---------------- | ----------------- |
| Willibald Böck | CDU    | 54,3             | 57,5              |
|                | SPD    | 26,1             | 23,9              |
|                | PDS    | 09,1             | 09,4              |
|                | F.D.P. | 05,2             | 03,0              |
|                | GRÜNE  | 03,5             | 02,8              |
|                | Forum  | -                | 00,7              |
|                | DSU    | -                | 00,3              |
|                | REP    | -                | 00,9              |
|                | Graue  | -                | 00,3              |
|                | ÖDP    | 01,7             | 01,2              |
|                | STATT  | -                | 00,2              |

 ⋅ 
Es waren 47.440 Personen wahlberechtigt. Die Wahlbeteiligung lag bei 80,0 %.  Als Direktkandidat wurde Willibald Böck (CDU) gewählt. Er erreichte 66,7 % aller gültigen Stimmen.

## Bisherige Abgeordnete
Direkt gewählte Abgeordnete des Wahlkreises Eichsfeld II waren:
| Jahr | Name            | Partei | Anteil der Erststimmen |
| ---- | --------------- | ------ | ---------------------- |
| 2019 | Christina Tasch | CDU    | 41,5 %                 |
| 2014 | Christina Tasch | CDU    | 55,5 %                 |
| 2009 | Christina Tasch | CDU    | 45,1 %                 |
| 2004 | Christina Tasch | CDU    | 56,7 %                 |
| 1999 | Willibald Böck  | CDU    | 62,3 %                 |
| 1994 | Willibald Böck  | CDU    | 54,3 %                 |